# EHF-Pokal 2009/10
Am EHF-Pokal 2009/10 nahmen 56 Handball-Vereinsmannschaften teil, die sich in der vorangegangenen Saison in ihren Heimatländern für den Wettbewerb qualifizieren konnten. Es war die 29. Austragung des EHF-Pokals. Die Pokalspiele begannen am 5. September 2009, das Rückrundenfinale fand am 22. Mai 2010 statt. Titelverteidiger war der deutsche Verein VfL Gummersbach.

## Runde 1
Es nahmen 16 Mannschaften teil, die sich vorher für den Wettbewerb qualifiziert hatten.
Die Auslosung der 1. Runde fand am 21. Juli 2009 um 11:00 Uhr (GMT+2) in Wien statt.
Die Hinspiele fanden am 5./6./12. September 2009 statt. Die Rückspiele fanden am 6./11./12./13. September 2009 statt.
|                     | Gesamt  |                                 | Hinspiel          | Rückspiel         |
| ------------------- | ------- | ------------------------------- | ----------------- | ----------------- |
| Põlva Serviti       | 50 : 54 | SKA Minsk                       | 28 : 22 (13 : 11) | 22 : 32 (10 : 16) |
| H/C "Tbilisi"       | 65 : 55 | "Kouroushi Proodevtikos" Paphos | 33 : 30 (19 : 15) | 32 : 25 (14 : 14) |
| RK Borac Banja Luka | 56 : 41 | Eurotech Bevo HC                | 28 : 19 (17 : 07) | 28 : 22 (12 : 12) |
| HCB OKD Karviná     | 59 : 45 | HB Dudelange                    | 32 : 21 (15 : 11) | 27 : 24 (13 : 12) |
| Haslum HK           | 49 : 52 | HC Dukla Praha                  | 24 : 24 (12 : 15) | 25 : 28 (12 : 15) |
| Gammadue Secchia    | 55 : 33 | Diomidis Argos                  | 31 : 15 (17 : 08) | 24 : 18 (10 : 09) |
| HC Sutjeska Nikšić  | 49 : 55 | Handball Esch                   | 23 : 23 (10 : 13) | 26 : 32 (12 : 14) |
| FIQAS Aalsmeer      | 53 : 60 | Fram Reykjavík                  | 23 : 30 (11 : 18) | 30 : 30 (16 : 16) |

## Runde 2
Es nahmen die 8 Sieger der 1. Runde, die 9 zweit-, dritt- und viertplatzierten der Champions-League-Qualifikation und 15 Mannschaften, die sich vorher für den Wettbewerb qualifiziert hatten, teil.
Die Auslosung der 2. Runde fand am 21. Juli 2009 um 11:00 Uhr (GMT+2) in Wien statt.
Die Hinspiele fanden am 8.–11./13./17. Oktober 2009 statt. Die Rückspiele fanden am 10./11./14./17./18. Oktober 2009 statt.
|                        | Gesamt  |                         | Hinspiel          | Rückspiel         |
| ---------------------- | ------- | ----------------------- | ----------------- | ----------------- |
| Wisła Płock            | 51 : 57 | Haukar Hafnarfjörður    | 30 : 28 (15 : 12) | 21 : 29 (06 : 17) |
| A1 Bregenz             | 66 : 60 | A.H. Italgest Casarano  | 35 : 30 (16 : 16) | 31 : 30 (17 : 18) |
| Besiktas JK            | 58 : 69 | RK Roter Stern Belgrad  | 34 : 30 (16 : 13) | 24 : 39 (13 : 21) |
| Fram Reykjavík         | 40 : 65 | HT Tatran Prešov        | 23 : 27 (11 : 12) | 17 : 38 (07 : 16) |
| SHK DIU-Shumen         | 33 : 82 | IK Sävehof              | 18 : 46 (08 : 19) | 15 : 36 (04 : 19) |
| HC Dukla Praha         | 43 : 55 | STR Saporischschja      | 24 : 29 (10 : 16) | 19 : 26 (11 : 14) |
| SKA Minsk              | 42 : 40 | SPE Strovolos           | 21 : 19 (08 : 09) | 21 : 21 (13 : 11) |
| Sport Lisboa e Benfica | 63 : 46 | H/C "Tbilisi"           | 34 : 21 (21 : 11) | 29 : 25 (16 : 14) |
| HC Dinamo Minsk        | 87 : 43 | Maliye Milli Piyango SK | 53 : 19 (24 : 09) | 34 : 24 (17 : 15) |
| Gammadue Secchia       | 44 : 69 | RK Nexe                 | 25 : 30 (12 : 12) | 19 : 39 (12 : 18) |
| UCM Sport Reșița       | 68 : 61 | HCB OKD Karviná         | 40 : 32 (21 : 12) | 28 : 29 (14 : 14) |
| Alpla HC Hard          | 47 : 40 | HC "Bydivelnik Brovary" | 28 : 17 (12 : 06) | 19 : 23 (09 : 10) |
| HC Buducnost Podgorica | 65 : 63 | RK Borac Banja Luka     | 36 : 30 (17 : 14) | 29 : 33 (18 : 16) |
| RK Partizan Si&Si      | 67 : 53 | HC Kehra                | 34 : 25 (14 : 13) | 33 : 28 (15 : 13) |
| Maccabi Rishon Le Zion | 61 : 49 | Handball Esch           | 32 : 20 (15 : 06) | 29 : 29 (14 : 12) |
| FC Porto Vitalis       | 60 : 45 | MRK Vardar Skopje       | 32 : 20 (15 : 07) | 28 : 25 (14 : 16) |

## Runde 3
Es nahmen die 16 Sieger aus der 2. Runde und die 16 Mannschaften, die sich vorher für den Wettbewerb qualifiziert hatten, teil.
Die Auslosung der 3. Runde fand am 20. Oktober 2009 um 11:00 Uhr (GMT+2) in Wien statt.
Die Hinspiele fanden am 13.–15./17. November 2009 statt. Die Rückspiele fanden am 15./21./22. November 2009 statt.
|                                | Gesamt  |                         | Hinspiel          | Rückspiel         |
| ------------------------------ | ------- | ----------------------- | ----------------- | ----------------- |
| BM Aragón                      | 54 : 48 | A1 Bregenz              | 39 : 22 (21 : 10) | 15 : 26 (10 : 11) |
| FC Porto Vitalis               | 47 : 55 | Frisch Auf Göppingen    | 24 : 24 (14 : 13) | 23 : 31 (12 : 16) |
| Maccabi Rishon Le Zion         | 47 : 86 | SG Flensburg-Handewitt  | 22 : 43 (09 : 17) | 25 : 43 (13 : 23) |
| RK Partizan Si&Si              | 47 : 51 | GOG Svendborg TGI       | 28 : 24 (12 : 10) | 19 : 27 (10 : 17) |
| Alpla HC Hard                  | 50 : 52 | Sarja Kaspija Astrachan | 28 : 24 (14 : 13) | 22 : 28 (10 : 13) |
| RK Celje                       | 62 : 47 | STR Saporischschja      | 37 : 21 (21 : 11) | 25 : 26 (13 : 15) |
| HC Dinamo Minsk                | 59 : 63 | Dunkerque HBGL          | 29 : 24 (15 : 12) | 30 : 39 (15 : 19) |
| TBV Lemgo                      | 74 : 51 | HC Buducnost Podgorica  | 46 : 23 (25 : 11) | 28 : 28 (13 : 15) |
| RK Roter Stern Belgrad         | 56 : 63 | Naturhouse La Rioja     | 30 : 30 (16 : 16) | 26 : 33 (13 : 18) |
| HT Tatran Prešov               | 49 : 42 | Dunaferr SE             | 27 : 19 (14 : 10) | 22 : 23 (10 : 14) |
| RK Nexe                        | 60 : 64 | Kadetten Schaffhausen   | 30 : 30 (08 : 13) | 30 : 34 (15 : 12) |
| SKIF Krasnodar                 | 58 : 64 | Sport Lisboa e Benfica  | 28 : 29 (16 : 13) | 30 : 35 (13 : 16) |
| IK Sävehof                     | 54 : 61 | AaB Håndbold            | 26 : 28 (13 : 14) | 28 : 33 (10 : 17) |
| Istres Ouest Provence Handball | 59 : 52 | SKA Minsk               | 32 : 25 (14 : 14) | 27 : 27 (12 : 12) |
| RK Trimo Trebnje               | 62 : 60 | UCM Sport Reșița        | 32 : 28 (16 : 14) | 30 : 32 (15 : 14) |
| Haukar Hafnarfjörður           | 48 : 47 | PLER KC Budapest        | 26 : 26 (10 : 14) | 22 : 21 (12 : 12) |

## Runde 4
Es nahmen die 16 Sieger aus der 3. Runde teil.
Die Auslosung der 4. Runde fand am 24. November 2009 um 11:00 Uhr (GMT+2) in Wien statt.
Die Hinspiele fanden am 11./13./14./20. Februar 2010 statt. Die Rückspiele fanden am 19.–21. Februar 2010 statt.
|                        | Gesamt  |                                | Hinspiel          | Rückspiel         |
| ---------------------- | ------- | ------------------------------ | ----------------- | ----------------- |
| RK Trimo Trebnje       | 58 : 60 | BM Aragón                      | 35 : 26 (18 : 12) | 23 : 34 (09 : 14) |
| Frisch Auf Göppingen   | 65 : 60 | AaB Håndbold                   | 39 : 30 (18 : 16) | 26 : 30 (08 : 15) |
| Kadetten Schaffhausen  | 65 : 47 | Sarja Kaspija Astrachan        | 29 : 21 (14 : 09) | 36 : 26 (20 : 14) |
| TBV Lemgo              | 58 : 48 | Sport Lisboa e Benfica         | 27 : 30 (13 : 13) | 31 : 18 (14 : 10) |
| Naturhouse La Rioja    | 58 : 47 | Haukar Hafnarfjörður           | 34 : 24 (15 : 09) | 24 : 23 (10 : 11) |
| SG Flensburg-Handewitt | 65 : 54 | Istres Ouest Provence Handball | 34 : 23 (16 : 12) | 31 : 31 (18 : 15) |
| Dunkerque HBGL         | 20 : 0  | GOG Svendborg TGI 1            | 10 : 00 (00 : 00) | 10 : 00 (00 : 00) |
| RK Celje               | 61 : 57 | HT Tatran Prešov               | 35 : 32 (18 : 15) | 26 : 25 (12 : 09) |

## Viertelfinale
Es nahmen die acht Sieger der 4. Runde teil.
Die Auslosung des Viertelfinales fand am 23. März 2010 um 11:00 Uhr (GMT+1) in Wien statt.
Die Hinspiele fanden am 27./28. März 2010 statt. Die Rückspiele fanden am 3./4. April 2010 statt.
| Mannschaft 1           | Mannschaft 2          | Hinspiel             | Rückspiel            | Gesamt    |
| ---------------------- | --------------------- | -------------------- | -------------------- | --------- |
| Frisch Auf Göppingen   | Kadetten Schaffhausen | 27.03. Sa. 20:15 Uhr | 03.04. Sa. 17:15 Uhr | 57 : 57 2 |
| Frisch Auf Göppingen   | Kadetten Schaffhausen | 33 : 29 (16 : 13)    | 24 : 28 (08 : 13)    | 57 : 57 2 |
| Dunkerque HBGL         | Naturhouse La Rioja   | 28.03. So. 16:00 Uhr | 04.04. So. 20:00 Uhr | 57 : 63   |
| Dunkerque HBGL         | Naturhouse La Rioja   | 33 : 33 (11 : 17)    | 24 : 30 (13 : 12)    | 57 : 63   |
| SG Flensburg-Handewitt | RK Celje              | 27.03. Sa. 17:00 Uhr | 03.04. Sa. 20:00 Uhr | 68 : 61   |
| SG Flensburg-Handewitt | RK Celje              | 33 : 29 (15 : 12)    | 35 : 32 (15 : 16)    | 68 : 61   |
| TBV Lemgo              | BM Aragón             | 27.03. Sa. 15:00 Uhr | 04.04. So. 19:00 Uhr | 61 : 55   |
| TBV Lemgo              | BM Aragón             | 30 : 23 (15 : 12)    | 31 : 32 (14 : 18)    | 61 : 55   |

## Halbfinale
Es nahmen die vier Sieger des Viertelfinales teil.

Die Auslosung des Halbfinales fand am 6. April 2010 um 11:00 Uhr (GMT+2) in Wien statt.

Die Hinspiele fanden am 24./25. April 2010 statt. Die Rückspiele fanden am 1./2. Mai 2010 statt.
| Mannschaft 1           | Mannschaft 2          | Hinspiel             | Rückspiel            | Gesamt  |
| ---------------------- | --------------------- | -------------------- | -------------------- | ------- |
| Naturhouse La Rioja    | TBV Lemgo             | 25.04. So. 18:00 Uhr | 02.05. So. 17:00 Uhr | 56 : 59 |
| Naturhouse La Rioja    | TBV Lemgo             | 30 : 25 (13 : 11)    | 26 : 34 (13 : 20)    | 56 : 59 |
| SG Flensburg-Handewitt | Kadetten Schaffhausen | 24.04. Sa. 20:15 Uhr | 01.05. Sa. 17:15 Uhr | 52 : 54 |
| SG Flensburg-Handewitt | Kadetten Schaffhausen | 31 : 30 (15 : 15)    | 21 : 24 (12 : 12)    | 52 : 54 |

## Finale
Das Hinspiel fand am 23. Mai 2010 statt, das Rückspiel am 28. Mai.
| Mannschaft 1 | Mannschaft 2          | Hinspiel             | Rückspiel            | Gesamt  |
| ------------ | --------------------- | -------------------- | -------------------- | ------- |
| TBV Lemgo    | Kadetten Schaffhausen | 23.05. So. 15:00 Uhr | 29.05. Sa. 14:10 Uhr | 52 : 48 |
| TBV Lemgo    | Kadetten Schaffhausen | 24 : 18 (12 : 8)     | 28 : 30 (10 : 14)    | 52 : 48 |

### TBV Lemgo – Kadetten Schaffhausen24: 18 (12: 8)
23. Mai 2010 in Lemgo, Lipperlandhalle, 4.900 Zuschauer
TBV Lemgo: Lichtlein, Galia – Kehrmann  (8), Kraus (4), Bechtloff (3), Glandorf (3), Preiß  (2), Svavarsson  (2), Ilyés  (1), Mocsai (1), Hermann, Kubeš  , Schmetz, Strobel 
Kadetten Schaffhausen: Gústavsson, Bläuenstein – Patrail (5), Kukučka (4), Stojanovic (3), Ursic  (3), Starczan  (2), Filip (1), Bucher, Graubner  , Liniger , Marcinkevicius, Oltmanns, Rauh
Schiedsrichter:  Peter Brunovský & Vladimír Čanda

### Kadetten Schaffhausen – TBV Lemgo30: 28 (14: 10)
29. Mai 2010 in Schaffhausen, Schweizersbildhalle, 1.500 Zuschauer
Kadetten Schaffhausen: Gústavsson, Quadrelli – Patrail (7), Filip  (5), Stojanovic (5), Kukučka  (4), Liniger (3), Ursic (3), Bucher (1), Graubner    (1), Starczan (1), Marcinkevicius, Oltmanns, Rauh
TBV Lemgo: Lichtlein, Galia – Kraus (12), Hermann (7), Preiß (3), Schmetz (2), Bechtloff (1), Kehrmann  (1), Mocsai (1), Svavarsson (1), Glandorf, Ilyés   , Kubeš  , Strobel 
Schiedsrichter:  Gerhard Reisinger & Christian Kaschütz